# Lieja-Bastoña-Lieja 1997

Liège–Bastogne–Liège logo

La Lieja-Bastoña-Lieja 1997 fue la 83.ª edición de la clásica ciclista. La carrera se disputó el 20 de abril de 1997, sobre un recorrido de 262 km, y era la cuarta Prueba de la Copa del Mundo de Ciclismo de 1997. El italiano Michele Bartoli (MG Maglificio-Technogym) fue el ganador por delante del francés Laurent Jalabert (ONCE) y el también italiano Gabriele Colombo (Batik-Del Monte), segundo y tercero respectivamente.

## Clasificación final
| Posición | Ciclista            | Equipo        | Tiempo   |
| -------- | ------------------- | ------------- | -------- |
| 1        | Michele Bartoli     | MG Maglificio | 7h19'28" |
| 2        | Laurent Jalabert    | ONCE          | a 8"     |
| 3        | Gabriele Colombo    | Batik         | a 21"    |
| 4        | Luc Leblanc         | Polti         | a 22"    |
| 5        | Maximilian Sciandri | F. des Jeux   | a 27"    |
| 6        | Johan Museeuw       | Mapei-GB      | s.t.     |
| 7        | Beat Zberg          | Mercatone Uno | s.t.     |
| 8        | Marco Pantani       | Mercatone Uno | s.t.     |
| 9        | Laurent Madouas     | Lotto         | s.t.     |
| 10       | Mauro Gianetti      | F. des Jeux   | s.t.     |